# Рудаш, Марта
Марта Анталь-Рудаш (венг. Márta Antal-Rudas; 14 февраля 1937, Дебрецен — 6 июня 2017, Будапешт) — венгерская легкоатлетка, специалистка по метанию копья. Выступала за сборную Венгрии по лёгкой атлетике в период 1960—1971 годов, обладательница серебряной медали летних Олимпийских игр в Токио, пятикратная чемпионка национальных первенств, участница трёх чемпионатов Европы. Также известна как тренер и спортивный функционер.

## Биография
Марта Анталь родилась 14 февраля 1937 года в Дебрецене. Начинала спортивную карьеру как гандболистка, в период 1952—1956 годов выступала за гандбольный клуб «Кинижи Хушош», однако в конечном счёте сделала выбор в пользу лёгкой атлетики, став специалисткой по метанию копья. Проходила подготовку в Будапеште в столичном спортивном клубе «Вашаш» под руководством тренера Йожефа Варсеги, в прошлом именитого спортсмена в данной дисциплине.
Впервые заявила о себе в 1959 году, получив серебряную медаль чемпионата Венгрии в метании копья. Год спустя была уже лучшей в своей стране, вошла в основной состав венгерской национальной сборной и благодаря череде удачных выступлений удостоилась права защищать честь страны на летних Олимпийских играх 1960 года в Риме — в итоге заняла здесь девятое место.
В 1961 и 1962 годах неизменно удерживала звание чемпионки Венгрии в метании копья, побеждая в этой дисциплине всех соперниц. Выступала на чемпионате Европы по лёгкой атлетике в Белграде, заняла итоговое пятое место.
Находясь в числе лидеров венгерской легкоатлетической команды, благополучно прошла отбор на Олимпийские игры 1964 года в Токио — в финале метнула копьё на 58,27 метра и с этим результатом расположилась в итоговом протоколе соревнований на второй строке, уступив лидерство только румынской спортсменке Михаэле Пенеш. По итогам сезона Венгерской ассоциацией лёгкой атлетики была признана лучшей спортсменкой года.
Завоевав серебряную олимпийскую медаль, Рудаш осталась в основном составе венгерской национальной сборной и продолжила принимать участие в крупнейших международных соревнованиях. Так, в 1965 году она выиграла награду серебряного достоинства на Кубке Европы в ФРГ, пропустив вперёд лишь советскую легкоатлетку Елену Горчакову, тогда как на соревнованиях в Праге установила свой личный рекорд, метнув копьё на 58,36 метра. В следующем сезоне стартовала на домашнем европейском первенстве в Будапеште, где разместилась среди метательниц копья на шестой позиции.
В 1968 году отправилась представлять страну на Олимпийских играх в Мехико, но на сей раз попасть в число призёров не смогла, показала в финале четвёртый результат.
Последний раз показывала сколько-нибудь значимые результаты на международной арене в сезоне 1971 года, когда побывала на чемпионате Европы в Хельсинки и заняла здесь восьмое место. Покинула большой спорт в 1972 году — за свою долгую спортивную карьеру в общей сложности пять раз выигрывала чемпионат Венгрии, принимала участие в 33 международных стартах.
В 1990-х годах работала тренером в своём родном клубе «Вашаш», заведовала легкоатлетической секцией, занимала должность президента клуба.
Была замужем за венгерским футболистом Ференцем Рудашем, игроком клуба «Ференцварош» и национальной сборной Венгрии по футболу.
Умерла 6 июня 2017 года в Будапеште в возрасте 80 лет. Похоронена на кладбище Фаркашрети.